# 中国驻旧金山总领事馆
中華人民共和國駐舊金山總領事館（英語：Consulate General of the People's Republic of China in San Francisco），简称中国驻旧金山总领事馆，是中華人民共和國派駐美國加利福尼亞州三藩市的最高級別外交機構，於1979年8月24日開館，為中華人民共和國在美國設立的首兩間總領事館之一（另一為駐侯斯頓總領事館）。
2024年7月，总领事馆领区调整为美國西北部的北加州、阿拉斯加州、内华达州、俄勒冈州、华盛顿州、爱达荷州、蒙大拿州和怀俄明州。
總領館的辦公場所位處拉古纳街1450號。

## 事件

### 2008年
2008年8月6日北京奥运会开幕前两天，5名美国女青年，3名白人和2名藏人组成的抗议团体来到中国驻旧金山领事馆，抗议中国政府在西藏实行人权迫害和扼杀宗教自由。随后两后大使馆中国官员手持金属水管和刀子冲上屋顶，抡起水管朝示威者的身体攻击，并割断攀登领事馆大楼上举起「停止西藏屠杀」的标语的藏人的绳子，造成后者送院。

### 2014年
2014年1月1日21时25分，中国驻旧金山总领事馆发生纵火案，致使领馆正门严重损毁。

### 2020年
2020年7月24日，领事馆将涉嫌隐瞒解放军身份、因涉嫌签证欺诈被联邦调查局通缉而前来躲避的中国女子唐娟移交给美国当局。

### 2023年
2023年10月9日，有不明身份人员驾车冲撞闯入证件大厅，該人員之後遭到趕來支援的警方槍擊。事后总领馆发言人表示，犯罪嫌疑人已被警方控制，并向美方提出严正交涉，要求迅速查明真相，依法严肃处置，并敦促美方按照《维也纳外交关系公约》《维也纳领事关系公约》和《中美领事条约》规定，采取一切必要措施确保总领馆人员及馆舍安全。
旧金山警察局发言人後來表示嫌疑人后来在医院被宣布死亡。

### 2024年
2024年6月12日，舊金山當地多個族裔民眾與上海的獨立運動人士在中國駐舊金山總領事館門外抗議中共霸權。部分示威民眾高舉滬獨旗幟，高呼“中共滾出上海”的口號。來自上海的22歲許珂，因2020年的中共在上海極端嚴厲的疫情封控措施而徹底對中共失去希望，他在集會上發言道，在COVID-19疫情封控期間，上海那些從不關心政治的人，也遭受了中共的鐵拳。“我們除了做中國（共）病毒測試外，三個月內不允許離開公寓。”他說，上海曾經像香港一樣，享有獨立、自由、法治和公民權利，但在中共接管後，我們失去了這一切。“他希望，有一天能擁有一個沒有中共的和平世界。上海人、香港人、廣東人和其他族裔的人們，都能自由而有尊嚴地生活，沒有恐懼或被壓迫，可以選擇自己的未來。

## 外部連結
- 中华人民共和国驻舊金山总领事馆官方网站（简体中文）（英文）
- 中国驻旧金山总领事馆的Facebook專頁
- 中国驻旧金山总领事馆的X（前Twitter）
- 中華人民共和國駐舊金山總領事館經濟商務處 （页面存档备份，存于）（简体中文）